# Nina Alexejewna Kossowa
Nina Alexejewna Kossowa (russisch Нина Алексеевна Коссова, engl. Transkription Nina Kossova; * 9. Juni 1935 in Sankt Petersburg) ist eine ehemalige sowjetische Hochspringerin.
Bei den Olympischen Spielen 1952 in Helsinki wurde sie mit 1,58 m Siebte.
1952 wurde sie Sowjetische Meisterin. Ihre persönliche Bestleistung von 1,66 m stellte sie am 23. Oktober 1954 in Prag auf.